# Pauline Boyer
Pour les articles homonymes, voir Boyer.
Pauline Boyer, née en 1981, est une artiste et plasticienne sonore française. Elle est également  paysagiste et maître de conférence à l'école nationale supérieur d'Architecture de Nantes.
Utilisant le son comme matériau premier de ses réflexions et de sa pratique artistique, elle développe des installations in situ par le biais de technologies interactives, interrogeant ainsi les rapports entre le sonore, l'environnement et le geste.
Ses installations et performances ont notamment été présentées au Festival 38e Rugissants à Grenoble, au Centquatre à Paris, à la Biennale d’Art Contemporain de Rennes ou à la Nuit Blanche à Metz.
Elle est actuellement membre de la compagnie T.M Project.

## Formation
Pauline Boyer étudie d'abord les sciences au lycée.Elle entre ensuite à l'École régionale des Beaux Arts de Rennes puis se forme à l' école nationale supérieure de paysage de Versailles. La science, l'art et le paysage sont les trois composantes qui vont se retrouver plus tard dans son travail artistique.

## Parcours artistique
En 2008, elle propose sa première scénographie interactive, Ballons d'amour, avec le collectif Section Amour, dans le cadre du 38e Rugissants - Grenoble. La même année elle crée Arcade, une installation sonore et vidéo avec C. Aslanian pour l'exposition Dialogue Programmé à Rennes, et ses Géophonies, une installation sonore dans le cadre de l'exposition À l'œuvre à Saint Thélo.
Elle collabore ensuite avec le Cenquatre à Paris en 2009 en participant  à un Atelier électronique participatif, elle conceptualise ainsi Ecosystème roboficiel.
Pauline Boyer participe à la Biennale de l'art contemporain de Rennes (2010) avec Double Insu, puis, en 2011 aux nuits blanches à Metz avec sa performance sonore Coup de vent à fort coup de vent en cours ou prévu .
En 2012, elle crée, Fenêtre pour Mars, une installation vidéo interactive avec François Goujon dans le cadre des Champs Libres à Rennes et du Jardin Numérique, un festival autour du numérique alternatif.
En 2013, avec le projet Métropole Electroni[k],lancé en 2008, elle réalise une carte postale sonore de la Plate-forme Industrielle Courrier de La Poste à Noyal-Châtillon-sur-Seiche. Elle y capture les bruits de chaque machines, celui des papiers mais également ceux du travail humain pour la construction de son ambiance sonore dont elle révèle les rythmes. Cette carte postale sonore est présentée à l'inauguration de la plateforme industrielle lors de son inauguration, puis dans le cadre du Festival Maintenant en octobre 2013.
Poursuivant sa carrière sur la scène rennaise, Pauline Boyer entre en Résidence à l'atelier Vivarium. Elle publie avec les sept autres artistes en résidence On est jamais à l’abri d'un coup de bol, en partenariat avec LENDROIT Éditions et  le centre d'art contemporain La Criée. Cet ouvrage, qui marque la première édition de l'atelier Vivarium, questionne leur rassemblement au sein de l'atelier et sur les façons d'en rendre compte plastiquement.
Pour L'exposition Trouble Makers Sensation versus Digital au Centquatre, (Paris, 2013), elle collabore avec l'artiste Damien Marchal,.
     

En 2014, Pauline Boyer est invitée par l'association Les Moyens du Bord  pour une résidence artistique au collège Les Quarte Vents de Lanmeur . Dans le cadre de cette résidence qui mêle moment de création et moments d'échange avec les collégiens, l'artiste va réaliser avec une classe d'élève une installation sonore qui fait écho à l'environnement acoustique du collège.

"Dans ce lieu où circulent en permanence des savoirs et où l’oralité est force de construction de l’individu, cette société bruissante déploie une forme de « mémoire ». Elle s’approprie des contenus, les module par les multiples échanges internes et les restitue avec son vocabulaire propre. Cette porosité engage la structure à « raconter » ce qui l’environne, à exprimer la superposition des temps organisant son milieu et à composer son empreinte sonore. » Pauline Boyer
En 2019 elle collabore avec l'artiste Arnaud Théval, sur un projet sur la prison, et crée une pièce sonore de 6min qui est exposée au côté des œuvres d'Arnaud Théval dans l'exposition Un Œil sur le dos à la  Friche Belle de Mai. Plus récemment, elle produit la bande sonore du film réalisé par ce même artiste L'Animal me garde,.

## Les créations sonores en collaborations avec T.M Project
À partir de 2013, elle s'associe à  T.M Project, un projet mené par le danseur et chorégraphe Thierry Micouin qui place la création sonore et les installations au centre du processus créatif. Au sein du T.M Project, Pauline Boyer et Thierry Micouin conceptualisent  plus de six performances chorégraphiées pour lesquelles Pauline Boyer signe des créations sonores.
Leur première collaboration, Double Jack, est la première expérience scénique pour Pauline Boyer. Cette pièce est notamment jouée à New York(2015) , et en Allemagne à Erfurt au Tanztheater (2016).
Synapse (2015) est la deuxième collaboration entre les deux artistes qui interrogent cette fois le genre et les identités sexuelles.
Reprenant un imaginaire et une énergie Punk-Rock, Pauline Boyer poursuit sa collaboration avec Thierry Micouin avec Backline, une pièce crée en 2017 à mi-chemin entre danse contemporaine et performance. L'artiste a construit autour du danseur une arène de micro et d'outillage sonore qui captent les sons produits sur scène et qu'elle mixe au moment de la performance,. Backline est produit dans le cadre du Dansfabrik festival de Brest, en 2018.
En 2019, Faille, c'est la nature et  l'anthropocène qui sont pris pour sujet à travers une création chorégraphique et sonore qui immerge le spectateur dans une représentation dansée en pleine nature sur le site de Kerguéhennec. La pièce est  Lauréat de l’appel à projet « Corps, espaces sensibles » du département du Morbihan et est diffusée dans  le Festival Nomadanse.
La même année, Pauline Boyer travaille à la composition sonore de Eighteen, une pièce dansée par Thierry Micouin et sa fille qui interroge leur relation père-fille à travers des souvenirs et des dialogues.
En 2020, dans le cadre d'une résidence initiée par le Centre Pompidou au Pays du Centre Ouest Bretagne, en partenariat avec Danse à tous les étages, elle collabore avec le danseur chorégraphe Thierry Micouin ainsi qu'avec l'artiste et photographe Sylvain Gouraud. Les trois artistes échangent avec une dizaine d’agriculteurs, éleveurs et maraîchers du territoire ainsi qu'avec des lycéens de filière agricole du lycée St Yves de Gourin pour parler paysage et agriculture. Le processus créatif initié par cette résidence est visualisable dans le documentaire « Visages d’un pays | Dremmoù ur vro », nommé d'après le nom de la résidence, et réalisé par le Centre Pompidou.

### Œuvres et créations

#### Créations personnelles
- 2008 : Ballons d'amour, Grenoble - scénographie interactive
- 2008 : Arcade, Rennes- Installation sonore et vidéo avec C. Aslanian
- 2008 : Géophonies - Installation sonore
- 2009 : Écosystème Roboficiel - Atelier électronique participatif, Centquatre, Paris
- 2009 : 51° / 16 cordes, St Thélo - installation sonore avec Damien Marchal
- 2010 : DOUBLE INSU, Rennes
- 2011 : Coup de vent à fort coup de vent, en cours ou prévu, Metz - performance sonore
- 2012 : Fenêtres pour mars, Rennes - installation vidéo interactive avec François Goujon
- 2021: L'animal me garde - composition de la B.A du film d'Arnaud Théval.

#### Créations avec T.M Project
- 2014 : Double Jack
- 2015 : Synapse
- 2017 : Backline
- 2018 : Faille [26]
- 2019 : EIghteen
- 2022 : Jour Futur[27]